# 김영우 (1967년)
김영우(金榮宇, 1967년 1월 20일~)는 대한민국의 YTN 기자 출신의 정치인이다. 제18·19·20대 국회의원을 지냈다.

## 학력
- 1973년~1979년: 포천국민학교 졸업
- 1979년~1982년: 경희중학교 졸업
- 1982년~1985년: 경희고등학교 졸업
- 1985년~1989년: 고려대학교 정치외교학 학사
- 1994년~1996년: 고려대학교 대학원 정치외교학 석사
- 2001년~2004년: 성균관대학교 국정관리대학원 국정관리학(박사과정 수료)

## 경력
- YTN 기자(1993년~2006년)
- GSI(국제정책연구원-이명박 설립) 정책국장
- 한나라당 여의도연구소 정책자문위원
- 중앙대학교 겸임교수
- 제17대 대통령직인수위원회 당선자 비서실 정책기획부팀장
- 2008년 4월 9일: 대한민국 제18대 국회의원 선거 당선(경기 포천시·연천군, 한나라당, 초선)
- 2012년 4월 11일: 대한민국 제19대 국회의원 선거 당선(경기 포천시·연천군, 새누리당, 재선)
- 2016년 4월 13일: 대한민국 제20대 국회의원 선거 당선(경기 포천시·가평군, 새누리당, 3선)
- 정치철학아카데미 '여백' 원장(2020년~)
- 국민의힘 최재형 제20대 대통령 선거 경선예비후보 열린캠프 종합상황실 상황실장(2021년)
- 국민통합위원회 정치·지역 분과위원(2022년~2023년)
- 170V 캠프 선거대책위원장(2023년)
- 국민의힘 경기도당 고문(2023년)
- 국민의힘 서울특별시당 동대문구 갑 당원협의회 위원장(2024년~)
- 국민의힘 한동훈 제21대 대통령 선거 경선후보 국민먼저 캠프 국가안보위원장(2025년~2025년)

## 의정 활동
- 2008년 5월 30일~2012년 5월 29일: 제18대 국회의원(경기 포천시·연천군, 한나라당→새누리당, 초선)
- 제18대 국회 예산결산특별위원회 위원
- 제18대 국회 국방위원회 위원
- 국회 남북관계발전 특별위원회 위원
- 국회 위기관리포럼 연구책임의원
- 한나라당 경기도당 직능본부장
- 한나라당 경기도당 지방선거대책특별위원회 위원장
- 18대 후반기 국회 외교통상통일위원회 위원
- 한나라당 여의도연구소 정책자문위원
- 새누리당 대변인
- 새누리당 제1사무부총장
- 2012년 5월 30일~2016년 5월 29일: 제19대 국회의원(경기 포천시·연천군, 새누리당, 재선)
- 2012년 7월~2013년 4월: 19대 전반기 국회 외교통상통일위원회 위원
- 새누리당 비상대책위원회 위원
- 2013년 4월~2014년 5월: 제19대 국회 외교통일위원회 위원
- 2013년 8월~2014년 5월: 제19대 국회 예산결산특별위원회 위원
- 2014년 6월~2014년 11월: 제19대 국회 후반기 외교통일위원회 간사
- 2014년 8월~2016년 4월: 새누리당 수석 대변인
- 2014년 9월: 새누리당 보수혁신특별위원회 위원
- 2014년 11월~2016년 5월: 제19대 국회 외교통일위원회 위원
- 2016년 5월 30일~2020년 5월 29일:제20대 국회의원(경기 포천시·가평군, 새누리당→무소속→바른정당→무소속→자유한국당→미래통합당, 3선)
- 2016년 6월~2016년 8월: 새누리당 혁신비상대책위원회 위원
- 2016년 6월~2017년 12월: 국회 국방위원회 위원장
- 2016년 12월~2017년 5월: 바른정당 전략기획팀장
- 2017년 6월~2017년 11월: 바른정당 최고위원
- 2017년 7월~2017년 11월: 바른정당 청년인큐베이팅위원장
- 2017년 12월~2018년 12월: 자유한국당 노동복지혁신위원장 겸 정책위원회 부의장
- 2018년 3월~2018년 6월: 자유한국당 6.13 지방선거 공약개발단 노동환경복지혁신단 단장
- 자유한국당 남경필 경기도지사 후보 선거대책위원회 수석부위원장
- 자유한국당 남경필 경기도지사 후보 북부권 권역별선대위원장
- 2018년 7월~2020년 5월:제20대 국회 후반기 행정안전위원회 위원
- 2018년 9월~2019년 8월:자유한국당 경기도당 위원장
- 2018년 1월~2019년 2월:자유한국당 남북군사합의검증특위원회 위원장
- 2018년 10월~2019년 8월:자유한국당 경기도당 당원자격심사위원장
- 2018년 12월~2020년 2월:자유한국당 경기도당 포천시·가평군 당원협의회 위원장
- 2018년 12월:자유한국당 안전·안심 365 특별위원회 위원장
- 2019년 2월:자유한국당 북핵외교안보특별위원회 부위원장
- 2019년 6월:자유한국당 북한선박입항 은폐조작 진상조사단 위원장
- 2019년 9월:자유한국당 아프리카 돼지열병 대책 마련을 위한 태스크포스 위원

## 역대 선거 결과
|  | 49.68% |

|  | 50.43% |

|  | 62.22% |

|  | 44.46% |

## 소속 정당
| 소속 정당 | 소속 정당  | 소속 기간 | 비고      |
| --------- | ---------- | --------- | --------- |
|           | 한나라당   | 2007~2012 | 정계 입문 |
|           | 새누리당   | 2012~2016 | 당명 변경 |
|           | 무소속     | 2016~2017 | 탈당      |
|           | 바른정당   | 2017      | 창당      |
|           | 무소속     | 2017      | 탈당      |
|           | 자유한국당 | 2017~2020 | 복당      |
|           | 미래통합당 | 2020      | 합당      |
|           | 국민의힘   | 2020~현재 | 당명 변경 |

## 같이 보기
- 포천시·연천군
- 포천시의 국회의원
- 연천군의 국회의원
- 포천시·가평군
- 가평군의 국회의원